# Frederiksbjerg

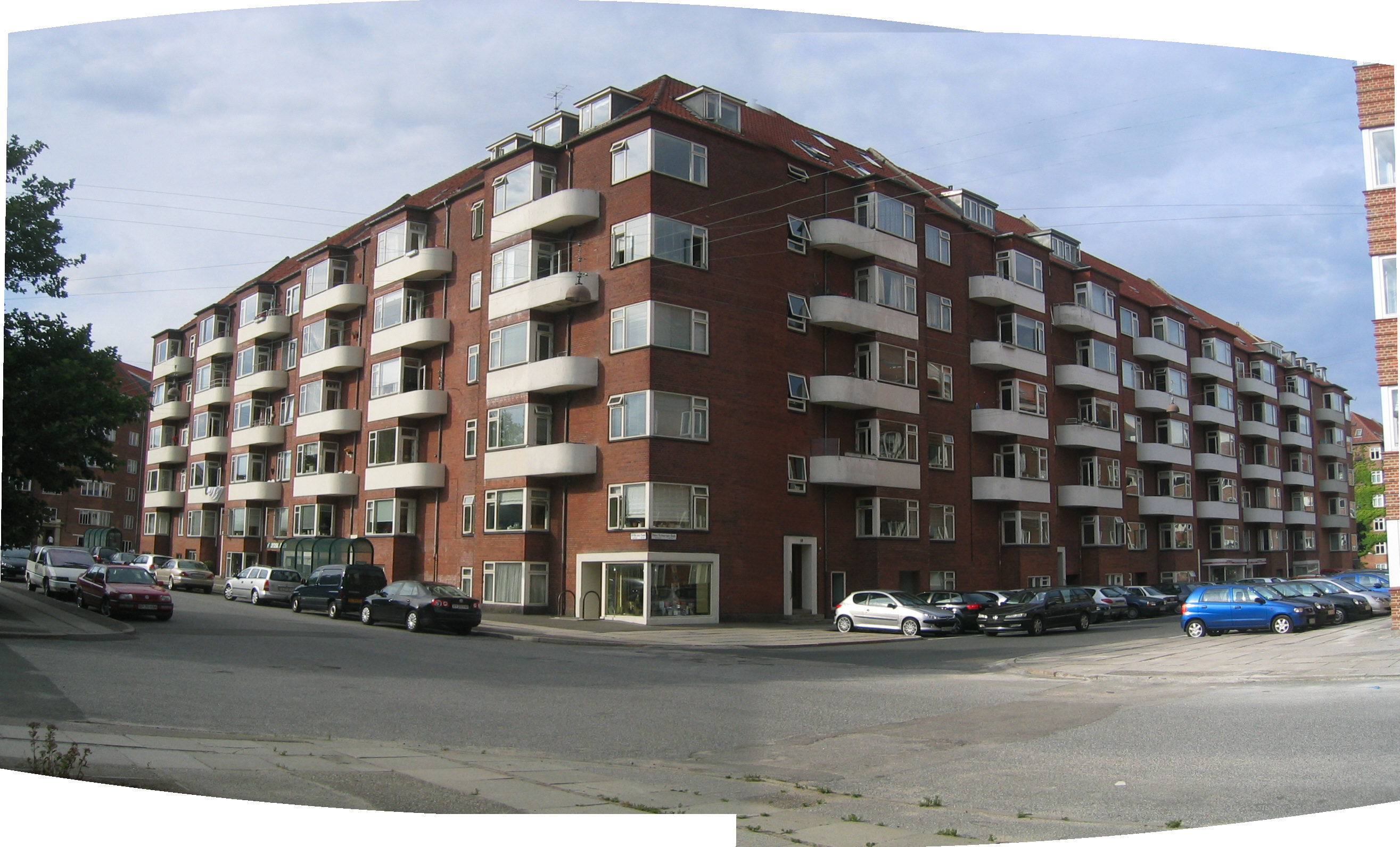
Typisk byggnad på Frederiksbjerg

Frederiksbjerg är en stadsdel i centrala Århus, som är avskuren från Indre by av bangraven. Frederiksbjerg har förbindelse till Indre by via 2 broar, Bruunsbro och Frederiksbro.
I folkmun finns det två Frederiksbjerg, Frederiksbjerg vest och Frederiksbjerg øst
Stadsdelen har 3 stora butiksgator – M.P. Bruuns Gade, Jægergårdsgade och Frederiks Allé. Frederiksbjerg består mest av lägenhetskomplex på 4-6 våningar, men i det gamla Frederiksbjerg söder om Jægergådsgade rymmer stadsdelen också mindre stadshus.
Frederiks Allé är den stora infartsvägen från syd mot centrum. Gatan rymmer flera restauranger, kiosker, bodegas och grillbarer.
Det bor 19 596  invånare på Frederiksbjerg, fördelat med 9 466 på Frederiksbjerg øst (Sankt Pauls sogn) och 10 130 på Frederiksbjerg vest (Sankt Lukas sogn) 2014.

## Bilder

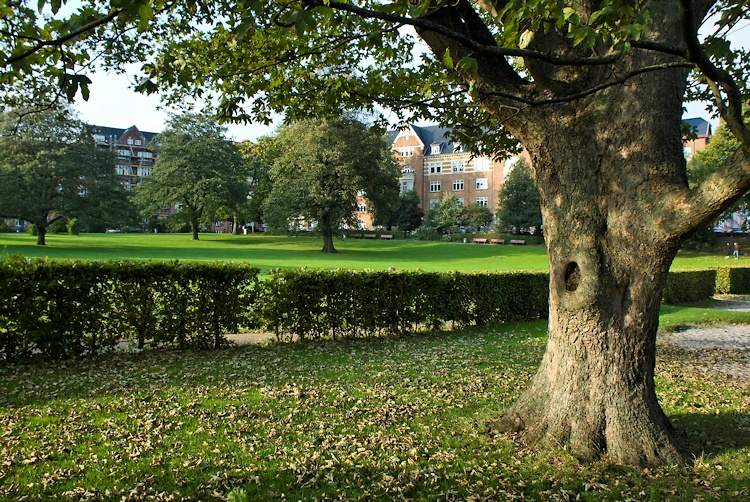
Skanseparken
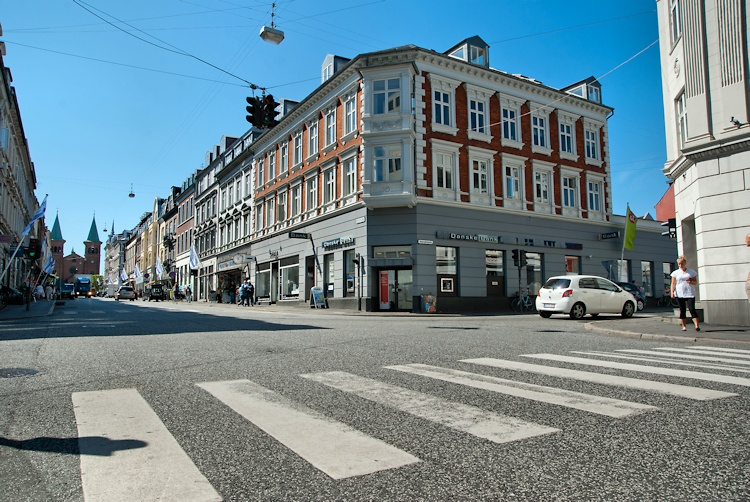
Gadekryds
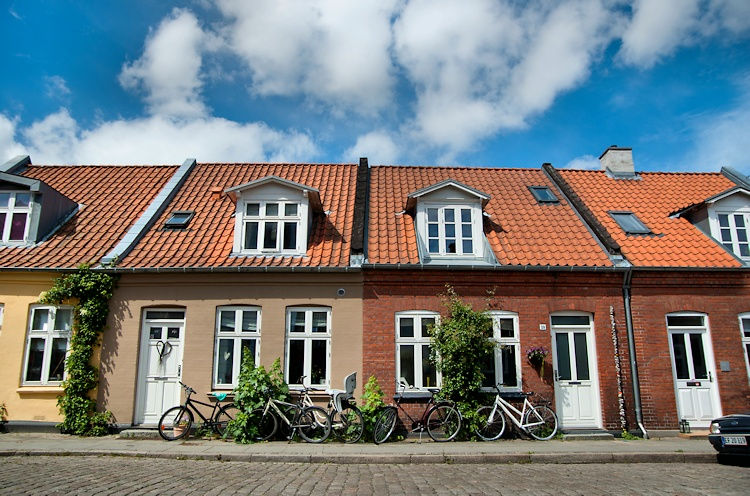
Byhuse
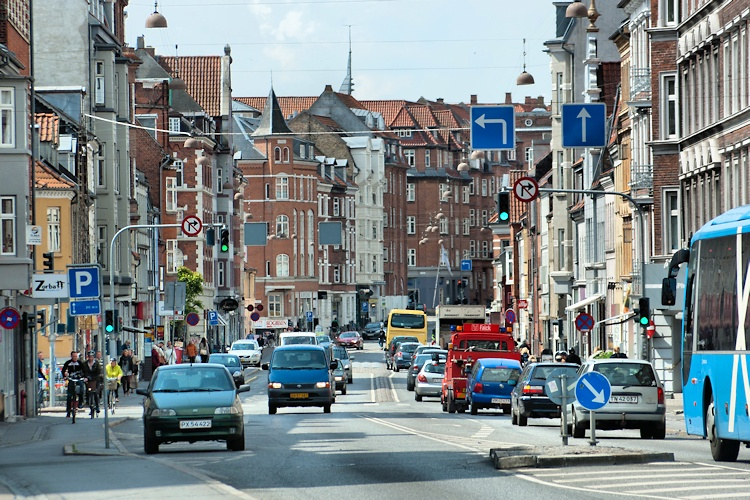
Frederiks Allé
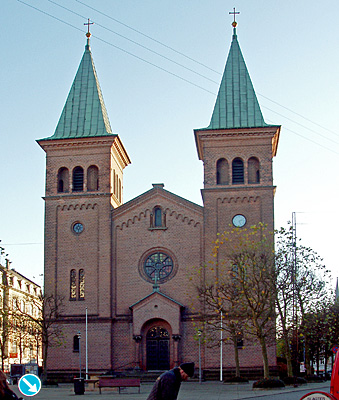
Sct. Pauls Kirke
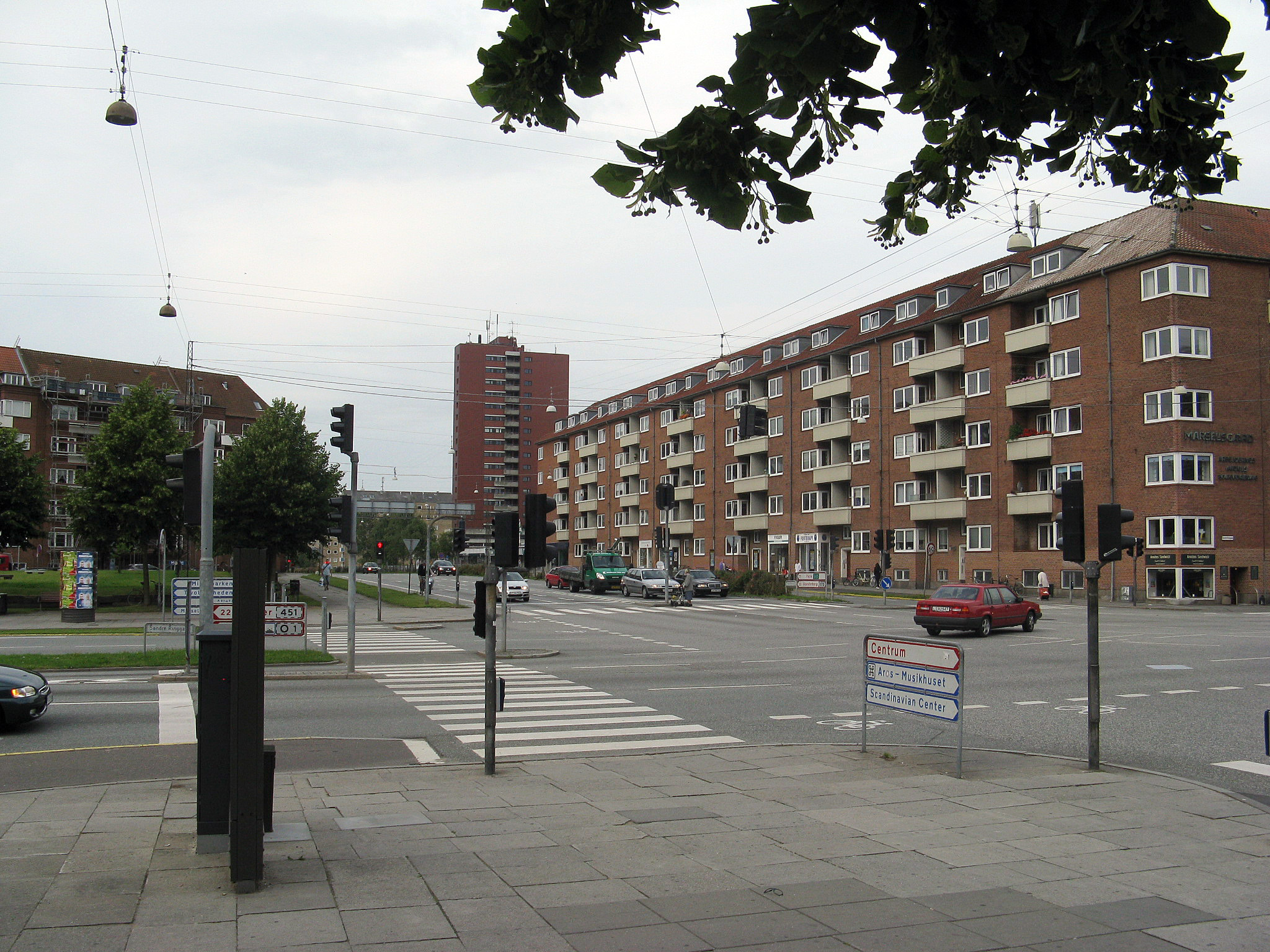
Harald Jensens Plads
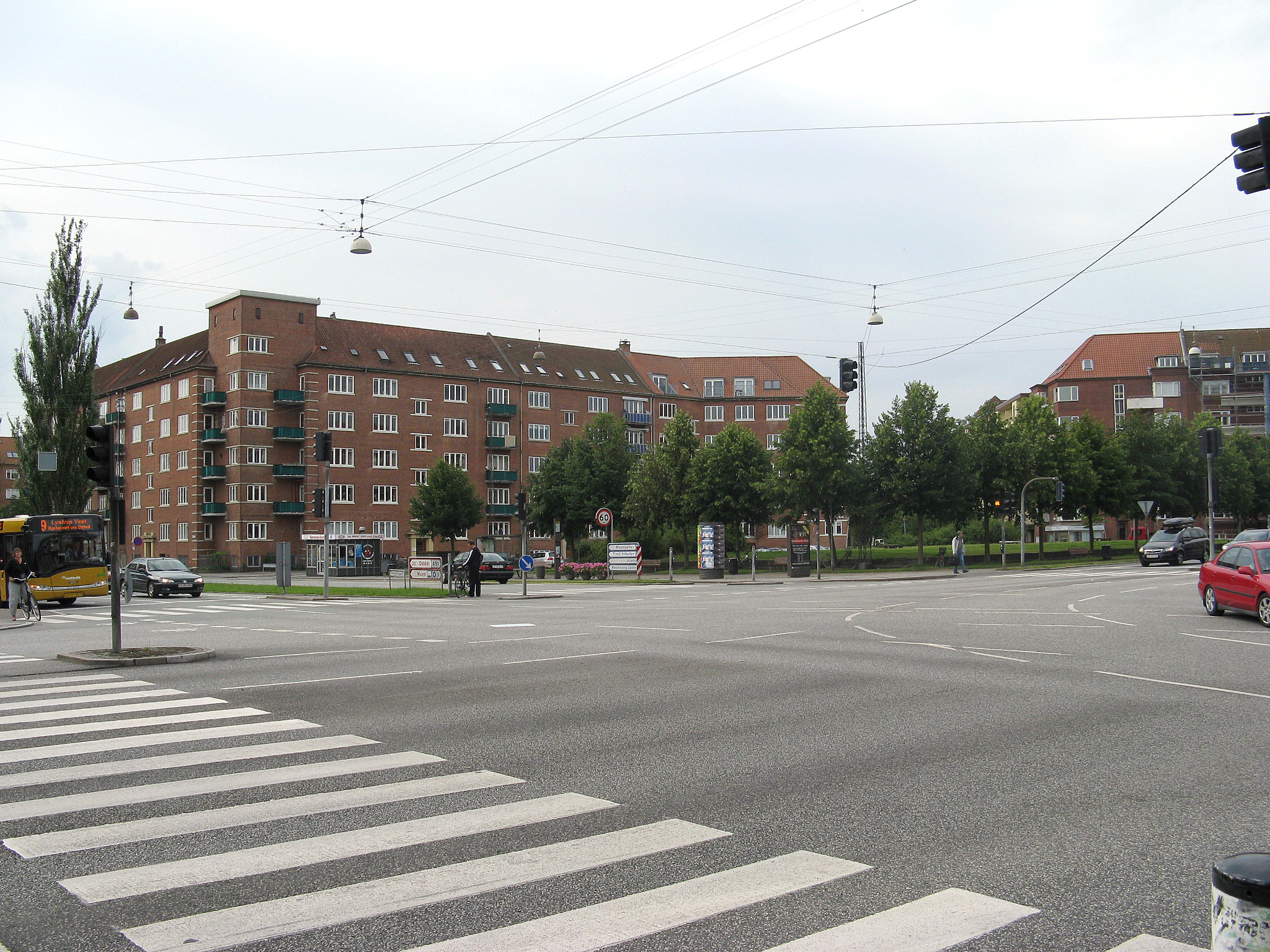
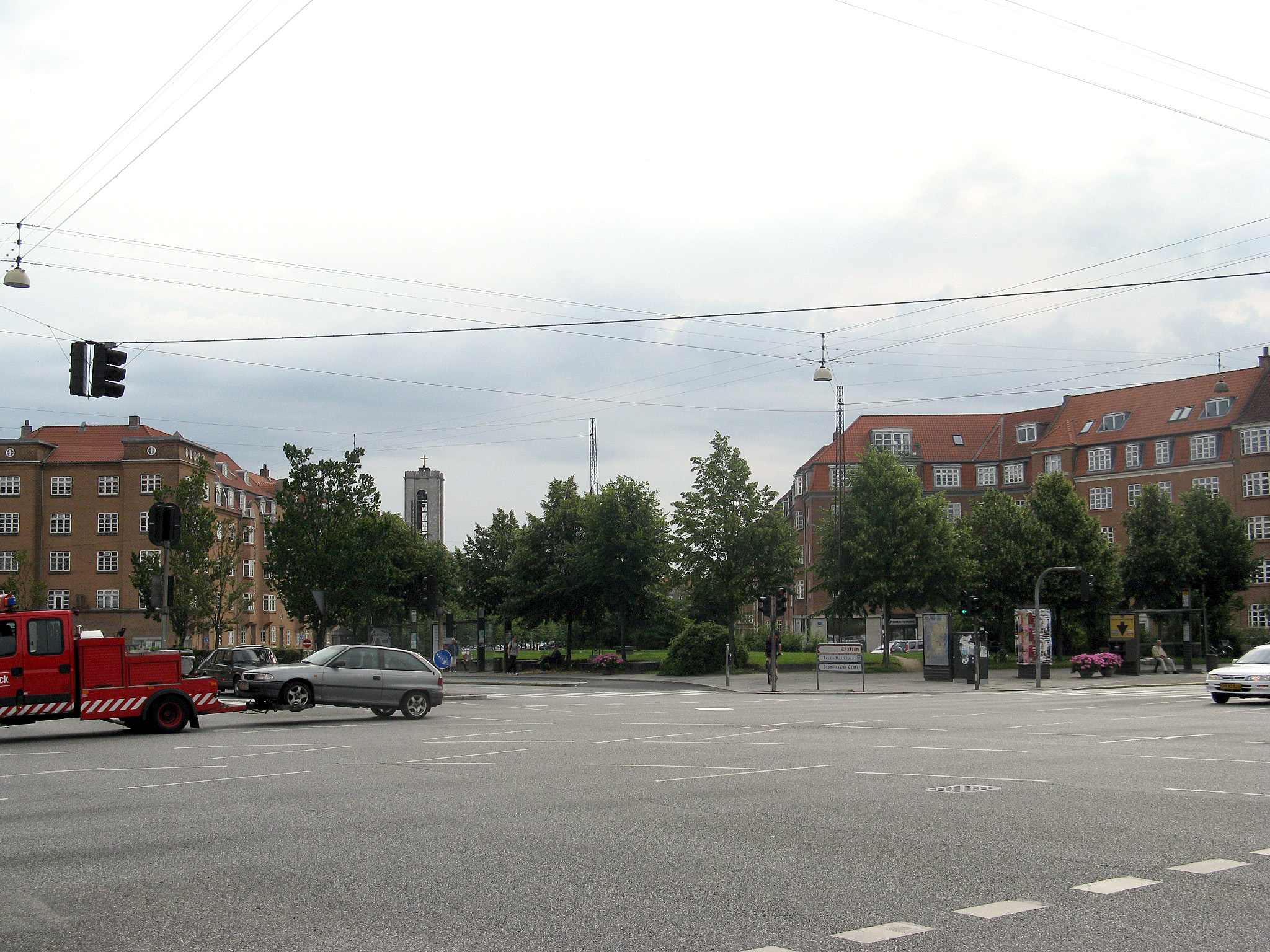
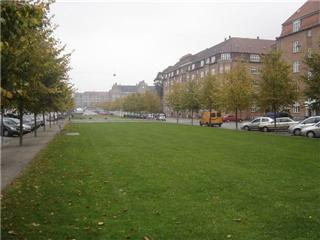
Ingerslevs Boulevard
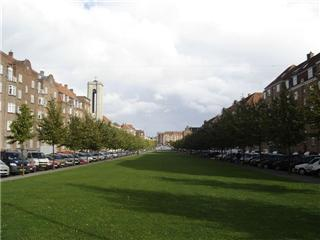
Ingerslevs Boulevard
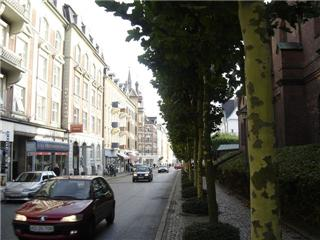
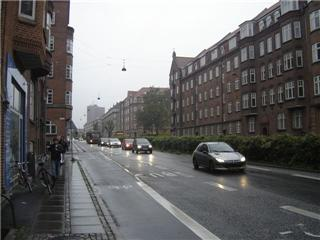
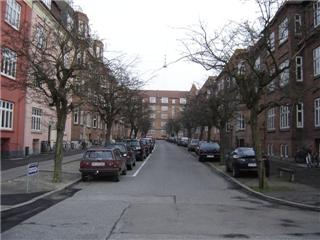
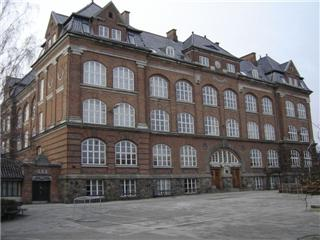
N.J. Fjordsgades Skole
Skanseparken
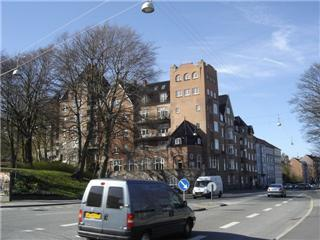
Skansen
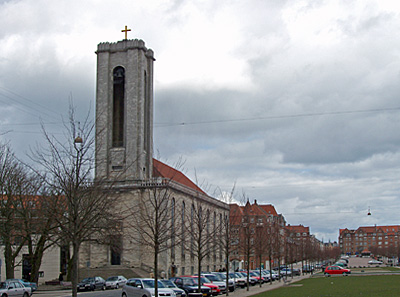
Skt. Lucas Kirken